# Conteville (Adelsgeschlecht)
Conteville gehört durch Herleva, die Ehefrau ihres Stammvaters und Mutter von Wilhelm dem Eroberer, zum engeren Kreis um die Rolloniden und dadurch zu den größten Gewinnern der normannischen Eroberung Englands.
Unter den elf Adligen, denen nach dem Domesday Book 1086 die Hälfte Englands gehörte, ist das Haus Conteville mit Robert von Mortain, Earl of Cornwall und Hugh d’Avranches, Earl of Chester zweimal vertreten.
Ein weiteres wichtiges Mitglied der Familie ist der Bischof Odo von Bayeux, der vermutlich den Teppich von Bayeux in Auftrag gab.
Die Geschichte der Familie Conteville endet mit dem Untergang des White Ship vor Barfleur am 25. November 1120.

## Stammliste
1. Herluin († wohl 1066), 1059–1066 Vicomte de Conteville, gründete nach 1050 die Abtei Grestain, wo er auch begraben wurde; ⚭ I Herleva, Tochter des Leichenbestatters Fulbert, Mutter von Wilhelm dem Eroberer, begraben in Grestain; ⚭ II Fredesindis
  1. (I) Odo (* wohl 1030, † 2., 4. oder 6. Januar 1097 in Palermo), 1050/97 Bischof von Bayeux, 1067 Earl of Kent, 1067 und 1070 Regent von England, 1082/87 gefangen, 1088 in England geächtet, begraben in der Kathedrale von Palermo
    1. Jean de Bayeux, 1092 bezeugt, † 1131

  2. (I) Robert (* nach 1040, † 8. Dezember wohl 1091), 1063 Graf von Mortain, 1066 Teilnehmer an der Schlacht von Hastings, Earl of Cornwall, begraben in Grestain; ⚭ I vor 1066 Mathilde de Montgommery, † wohl 1085, Tochter von Roger de Montgomerie, 1. Earl of Shrewsbury (Haus Montgommery); ⚭ II Almodis, 1088 bezeugt
    1. (I) Guillaume (William), † nach 1140 als Mönch in Bermondsey, Earl of Cornwall, Graf von Mortain, 1106–1118 gefangen; ⚭ Adilidis
      1. Almodis de Mortain ⚭ Raimund Berengar III. (Haus Barcelona)

    2. (I) Tochter; ⚭ Guy de Laval (Haus Laval)
    3. (I) Agnes; ⚭ André de Vitré (Haus Vitré)
      1. Havise de Vitré; ⚭ Robert de Ferrers, 1138 1. Earl of Derby, † 1139 (Haus Ferrers)

    4. (I) Emma; ⚭ vor 1080 Wilhelm IV. Graf von Toulouse, X 1094 bei der Belagerung von Huesca (Haus Toulouse)
    5. (II) Robert

  3. (I) Emma; ⚭ Richard Le Goz, Vizegraf von Avranches, † 1082
    1. Hugh (* 1047, † 27. Juli 1101 als Mönch im Kloster Saint-Werburg[1]), 1071 1. Earl of Chester, 1082 Vizegraf von Avranches; ⚭ Ermentrude de Clermont, Tochter des Hugues de Clermont (Haus Clermont) und Marguerite de Montdidier (Haus Montdidier)
      1. Richard († ertrunken 25. November 1120) vor Barfleur (White Ship), 2. Earl of Chester, Vizegraf von Avranches; ⚭ 1115 Mathilde von Blois, † ertrunken 25. November 1120 vor Barfleur (White Ship), Tochter des Grafen Stephan II.

    2. Marguerite; ⚭ Ranulph Vizegraf von Bayeux, 1089/95 bezeugt
      1. Ranulph le Meschin (* 1074, † Januar 1129), 1121 Earl of Chester, Vicomte d’Avranches⚭ um 1093 Lucy, um 1079–1138
        1. Ranulph de Gernon, 2. Earl of Chester (* um 1099, † 16. Dezember 1153 in Chester); ⚭ vor 1135 Maud FitzGilbert of Gloucester, Tochter von Robert, 1. Earl of Gloucester, und Maud FitzHamon de Mellent.
          1. Jeanne le Meschin (* um 1145), ⚭ um 1164 Adam de Brus, Sohn von Robert de Brus, Lord of Annandale (Clan Bruce)
          2. Hugh de Kevelioc (* 1147; † 30. Juni 1181), 3. Earl of Chester; ⚭ um 1170 Bertrada von Montfort, † 12. Juli 1189, Tochter von Simon III. de Montfort, Graf von Évreux  (Haus Montfort-l’Amaury)
            1. Ranulph de Blondeville de Meschines (* 1172, † 1232), 1181 4. Earl of Chester, 1217 Earl of Lincoln, 1187/99 Earl of Richmond (uxor nomine); ⚭ I 1188/89, getrennt 1199, Konstanze von der Bretagne, * 1161, † 5. September 1201, Herzogin von Bretagne, Tochter von Herzog Conan IV. (Haus Rennes), Witwe von Gottfried II., Graf von Anjou (Plantagenet), sie heiratete in dritter Ehe 1199 Guido von Thouars; ⚭ II Clemence de Fougères, Tochter von Guillaume (Haus Fougères), Witwe von Alain de Dinan
            2. Maud (* 1171, † 1233); ⚭ David von Schottland, Earl of Huntingdon
              1. John of Scotland, Earl of Huntingdon (* 1206; † Juni 1237), 1232 Earl of Chester, ohne Nachkommen, Chester fiel an die Krone zurück

            3. Mabel; ⚭ William d’Aubigny, 3. Earl of Arundel (Haus Aubigny)
            4. Agnes († 2. November 1247); ⚭ William de Ferrers, 4. Earl of Derby (Haus Ferrers)
            5. Hawise (* 1180, † 1242); ⚭ Robert de Quincy, † 1217, Sohn von Saer de Quincy, 1. Earl of Winchester und Margaret de Beaumont
              1. Margaret († 1266); ⚭ 1221 John de Lacy, † 1240, 1232 Earl of Lincoln – die Nachkommen halten Lincoln bis 1348, danach fällt Lincoln an die Krone zurück

            6. Tochter; ⚭ Llywelyn Fawr

          3. Richard[2] † 1170/75.

        2. Adelize/Alice de Gernon (* 1102, † 1128), ⚭ 1116 Richard FitzGilbert de Clare (Clare)

    3. Hélisende; ⚭ Wilhelm II. Graf von Eu, Lord of Hastings, 1096 geblendet und entmannt (Rolloniden)
    4. Judith; ⚭ Richer de l’Aigle (Haus l’Aigle)
      1. Matilda; ⚭ 1095 Robert de Montbray, Earl of Northumberland, † 1125 (Haus Mowbray)

  4. (wohl II) Tochter; ⚭ Guillaume, Herr von La Ferté-Macé, 1053 bezeugt
  5. (II) Raoul († nach 1089), 1086 de Conteville
    1. Bernard FitzRaoul FitzHerluin, 1092/93 bezeugt

  6. (II) Jean, 1089 bezeugt
  7.  ? Muriel; ⚭ Yon al Chapel